# Solo (Vuelta al ruedo)
Solo (Vuelta al ruedo) – singiel włoskiego piosenkarza Marco Mengoniego napisany przez niego samego we współpracy z Piero Calabresem, wydany we wrześniu 2011 roku i promujący debiutancki album studyjny artysty zatytułowany Solo 2.0.
Singiel zadebiutował na czwartym miejscu włoskiej listy przebojów.
We wrześniu premierę miał oficjalny teledysk do utworu, którego reżyserem został Gianluca „Calu” Montesano.

## Lista utworów
Digital download
1. „Solo (Vuelta al ruedo)” – 4:08

## Notowania na listach przebojów
| Kraj   | Lista (2010)  | Najwyższe miejsce |
| ------ | ------------- | ----------------- |
| Włochy | Album Top 100 | 4                 |